# Шилер (општина у Немачкој)
Шилер (њем. Schüller) општина је у њемачкој савезној држави Рајна-Палатинат. Једно је од 109 општинских средишта округа Вулканајфел. Према процјени из 2010. у општини је живјело 348 становника. Посједује регионалну шифру (AGS) 7233239.

## Географски и демографски подаци
Шилер се налази у савезној држави Рајна-Палатинат у округу Вулканајфел. Општина се налази на надморској висини од 564 метра. Површина општине износи 4,4 km². У самом мјесту је, према процјени из 2010. године, живјело 348 становника. Просјечна густина становништва износи 80 становника/km².